# Motorola Solutions
Motorola Solutions is ontstaan op 4 januari 2011 toen het oude moederbedrijf Motorola werd gesplitst. Het bedrijf dat mobiele telefoontoestellen en tabletcomputers maakt werd Motorola Mobility en de overige activiteiten ging verder onder de naam Motorola Solutions.
Beide bedrijven kregen een eigen notering aan de New York Stock Exchange: Mobility met het symbool MMI en Solutions met MSI. Deze splitsing kwam nadat Motorola, uitvinder van de mobiele telefoon, tussen 2007 en 2009 US$ 4,3 miljard verlies maakte. Deze verliezen waren voor het grootste deel afkomstig uit de productie van de telefoontoestellen.

## Activiteiten
In Systems zijn alle activiteiten van het oude Motorola ondergebracht met uitzondering van de mobiele telefoontoestellen en de tablets. In 2020 telde het bedrijf zo'n 18.000 medewerkers. Van de omzet werd bijna 70% in de Verenigde Staten gerealiseerd. Per jaar wordt zo;n 9% van de omzet besteed aan Onderzoek & Ontwikkeling.
De activiteiten worden gesplitst in producten en diensten:

### Producten
Motorola Systems maakt een groot aantal producten op het gebied van tele- en datacommunicatie, zoals:
- Barcodescanners
- RFID-systemen
- portofoons
- walkietalkies
- Wi-Fi-LAN- en wifi-breedbandnetwerken
- laptops - voor speciale professionele toepassingen
- bedrijfs-communicatie systemen
- informatie-terminals (onder de Engelstalige term micro kiosk)
- software
- SCADA-systemen

### Diensten
Onder de dienstentak biedt Motorola Solutions oplossingen voor het bedrijfsleven en overheid. Via de dienstentak levert ze niet alleen haar SCADA-diensten, maar ook complete communicatienetwerken voor bedrijven en overheden. Verder levert Motorola ook diensten op het gebied van ontwerp, implementatie en beheer van automatisering en communicatie.
Enkele van de geïntegreerde diensten zijn:
- Astro 25: een gesloten data- en spraaknetwerk
- Dimetra Tetra: idem voor overheden en hulpverlening
- MOTOTRBO: digitaal communicatieplatform
- TEAM: een platform met o.a. VoIP over wifi